# Fieberbrunn
Fieberbrunn je obec v Rakousku. Nachází se ve spolkové zemi Tyrolsko v okrese Kitzbühel a má přibližně 4 300 obyvatel.

## Poloha
Fieberbrunn se nachází v nadmořské výšce 830–2020 m v údolí Pillersee (Pillerseetal) na řece Fieberbrunner Ache mezi Kitzbühelskými Alpami na jihu a západním úpatím pohoří Leoganger Steinberge.

## Sousední obce
Fieberbrunn sousedí s obcemi  Sankt Jakob in Haus a Sankt Ulrich am Pillersee na severu, s Hochfilzen na východu, s Leogang na jihovýchodu, s Saalbach-Hinterglemm na jihu, s Kitzbühel a Aurach bei Kitzbühel na jihozápadu a Sankt Johann in Tirol na západě.

## Historie
O době prvního osídlení obce není nic známo. Předpokládá se, že těžba železné rudy byla praktikována již před dobou římskou. První písemná zmínka pochází z roku 1156, kde je obec uváděna jako Pramau.
Fieberbrunn kdysi patřil k Hofmark Pillersee z kláštera Rott, který měl v Tyrolsku značné majetky.
V 16. století zažila obec svůj rozkvět, když se na Gebře (2057 m) a v Rettenwandauen nad dnešním jezerem Lauchsee zintenzivnila těžba železné rudy. Až do roku 1908 se vytěžené železo zpracovávalo na tehdy světoznámou ocel Pillersee, železná ruda obsahovala více než 35 % železa a tavila se v obci Rosenegg.
V roce 1641 se na území obce uvádí pět dolů a jedenáct nových dolů. Rodina Rosenbergů von Rosenegg z Augsburgu, která se usadila ve Fieberbrunnu, byla významným činitelem v oblasti hornictví a hutnictví. Nechali postavit zámky Altroseneck a Neuroseneck (Neu-Rosenegg).
Po ukončení těžby a hutnictví v roce 1908 se ve Fieberbrunnu po druhé světové válce opět usadil průmysl.

### Původ jména
Název Fieberbrunn je odvozen od slov „Fieber“ (horečka) a „Bründl“ (tyrolský výraz pro pramen). Podle pověsti trpěla tyrolská princezna Markéta Pyskatá horečkou a vyléčila se, když se napila vody ze sirného pramene u studánky pod dnešním kostelem. Od té doby se této studni říká "Fieberbrunnen" (studna s horečkou) a dala jméno obci, která se dříve jmenovala Pramau.
Podle legendy se v roce 1632 pitím vody z pramene vyléčila i Klaudie Medicejská.

## Znak
Blason: V červeném štítě stříbrná dvouramenná kašna se dvěma zlatými šesticípými hvězdami a zlatým křížem uprostřed v hlavě štítu.
Dříve používaný městský znak byl udělen státní správou v 25. září 1973. Odkazuje na název obce s kašnou jako mluvící erb. Kašna s hvězdou a křížem připomíná legendu, podle níž se hraběnka Markéta Pyskatá vyléčila z horečky. Kromě toho erb symbolizuje název obce, který vděčí za svůj původ léčivé síle studánky.